# Padec človeka
Padec človeka ali padec je v krščanstvu izraz, ki opisuje prehod prvega moškega in ženske iz stanja nedolžne poslušnosti Bogu v stanje krivde. Čeprav v Bibliji ni imenovan, nauk o padcu izhaja iz biblične razlage 3. poglavja 1. Mojzesove knjige. Sprva sta Adam in Eva živela z Bogom v rajskem vrtu, vendar ju je kača premamila, da sta jedla sadje z drevesa spoznanja dobrega in zla, kar je Bog prepovedal. Po tem sta se sramovala svoje golote in Bog ju je pregnal z vrta, da jima prepreči, da bi jedla z drevesa življenja in postala nesmrtna.
Za mnoge krščanske veroizpovedi je nauk o padcu tesno povezan z izvirnim grehom. Verjamejo, da je padec na svet prinesel greh, pokvaril je ves naravni svet, vključno s človeško naravo, zaradi česar so se vsi ljudje rodili v izvirnem grehu, stanju, iz katerega ne morejo doseči večnega življenja brez božje milosti. Vzhodna pravoslavna cerkev sprejema koncept padca, vendar zavrača idejo, da se krivda za izvirni greh prenaša skozi generacije, delno na podlagi odlomka Ezekiel 18:20 (Ezk 18,20), ki pravi, da »Sin ne bo nosil očetove krivde in oče ne bo nosil sinove krivde«. Kalvinistični protestanti verjamejo, da je Jezus svoje življenje dal v žrtev izvoljenim, da bi bili lahko odrešeni svojega greha. Judovstvo ne pozna pojma 'padec' ali 'izvirni greh' in ima različne interpretacije pripovedi o raju. Lapsarijanizem, ki razume logični vrstni red božjih odlokov glede padca. 
Zgodba o rajskem vrtu in padcu človeka predstavlja tradicijo med abrahamskimi ljudstvi s predstavitvijo, ki je bolj ali manj simbolična za nekatere moralne in verske resnice.

## Pripoved o nastanku Geneze
Nauk o padcu človeka je ekstrapoliran iz krščanske eksegeze 1. Mojzesove knjige, poglavje 3. Po pripovedi Bog ustvari Adama in Evo, prva moška in žensko. Bog jih postavi v rajski vrt in jima prepove jesti sadje z drevesa spoznanja dobrega in zla. Kača premami Evo, da bo jedla sadje iz prepovedanega drevesa, ki ga deli z Adamom in takoj se sramujeta svoje golote. Nato Bog prežene Adama in Evo iz rajskega vrta, obsodi Adama na delo, da bi dobil tisto, kar potrebuje za življenje in Evo da bo rodila v bolečini ter postavi kerubine, da varujejo vhod, tako da Adam in Eva ne bosta nikoli jedla z "drevesa življenja".
Knjiga jubilejev podaja časovne okvire za dogodke, ki so privedli do človekovega padca in navaja, da je kača prepričala Evo, da je jedla sadje 17. dne, 2. meseca, v 8. letu po Adamovem stvarjenju (3:17). Navaja tudi, da sta bila odstranjena iz vrta na novo luno 4. meseca tega leta (3:33).

## Interpretacije

### Nesmrtnost
Krščanska eksegeza iz 1. Mojzesove 2:17 (1 Mz 2,17) »Kajti na dan, ko bi jedel z njega, boš gotovo umrl.«) so uporabili načelo dneva in leta, da bi razložili, kako je Adam umrl v enem dnevu. Psalmi 90:4 (Ps 90,4), 2 Peter 3:8 (2 Pt 3,8) in Jubileji 4:29–31 so pojasnili, da je za Boga en dan enak tisočletju, zato je Adam umrl v istem »dnevu«. Po drugi strani pa ima grška Septuaginta za dan štiriindvajset ur (ἡμέρα, hēméra) prevedena v grško besedo.
Glede na pripoved Geneze se je človeška življenjska doba v predpotopni dobi približala tisočletju, na primer Adama, ki je živel 930 let. Tako je 'umreti' razlagano kot smrt. [3] Vendar slovnica tega branja ne podpira, prav tako ne pripovedi: Adama in Evo izženejo z vrta, da ne bi jedla z drugega drevesa, drevesa življenja in ne bi postala nesmrtna.1 Mz 3,22

### Izvirni greh
Katekizem katoliške cerkve pravi: »Poročilo o padcu v 1. Mojzesovi knjigi uporablja figurativni jezik, vendar potrjuje ... da je celotna človeška zgodovina zaznamovana z izvirnim grehom, ki sta ga zagrešila naša prva starša«. Sveti Beda in drugi, zlasti sveti Tomaž Akvinski, so rekli, da je padec Adama in Eve človeški naravi povzročil 'štiri rane', naštete v (STh I-II q. 85, a. 3). So izvirni greh (pomanjkanje posvečujoče milosti in izvirne pravičnosti), poželjivost (duševne strasti niso več povsem urejene duševnemu intelektu), fizična slabost in smrt ter zatemnjeni intelekt in nevednost. Ti so zanikali ali zmanjšali božje darove Adamu in Evi prvotne pravičnosti ali posvečene milosti, integritete, nesmrtnosti in vlivanja znanja. Ta prvi greh sta Adam in Eva 'prenesla' na vse svoje potomce kot izvirni greh, zaradi česar so bili ljudje »podvrženi nevednosti, trpljenju in gospodovanju smrti ter nagnjeni h grehu«.
V luči sodobnih naukov o svetih spisih je papež Benedikt XVI. leta 1986 izjavil, da: »V zgodbi Geneze ... o grehu na splošno ne govorimo kot o abstraktni možnosti, temveč kot o dejanju, kot o grehu določene osebe, Adam, ki stoji na izvoru človeštva in s katerim se začne zgodovina greha. Poročilo nam govori, da greh rodi greh in da so zato vsi grehi zgodovine med seboj povezani. Teologija se na to stanje sklicuje z zagotovo zavajajočim in nenatančnim izrazom 'izvirni greh'.« Čeprav se stanje korupcije, ki so ga ljudje podedovali po prvotnem dogodku Prvotnega greha, očitno imenuje krivda ali greh, je razumljeno kot greh, ki ga je pridobila enotnost vseh ljudi v Adamu, ne pa osebna odgovornost človeštva. Tudi otroci sodelujejo pri učinkih Adamovega greha, ne pa tudi v odgovornosti izvirnega greha, saj je greh vedno osebno dejanje. Krst naj bi izbrisal izvirni greh, čeprav učinki na človeško naravo ostajajo, zato Katoliška cerkev krsti celo dojenčke, ki niso storili nobenega osebnega greha.
Vzhodno pravoslavje zavrača idejo, da se krivda za izvirni greh prenaša skozi generacije. Svoje poučevanje deloma temelji na Ezekielu 18:20 (Ezk 18,20), ki pravi, da sin ni kriv za grehe svojega očeta. Cerkev uči, da se moški in ženske poleg svoje vesti in nagnjenosti k dobremu rodijo tudi z nagnjenostjo h grehu zaradi padlega stanja sveta. Sledi Maximusu Izpovedovalcu in drugim, ko spremembo v človeški naravi označujejo kot uvedbo »premišljene volje« (θέλημα γνωμικόν) v nasprotju z »naravno voljo« (θέλημα φυσικόν), ki jo je ustvaril Bog in ki teži k dobremu. Tako pravi sv. Pavel v svojem poslanici Rimljanom, da nekristjani še vedno lahko ravnajo po svoji vesti.
Pravoslavje verjame, da čeprav vsi nosijo posledice prvega greha (torej smrti), sta le Adam in Eva kriva za ta greh. Adamov greh ni razumljen le kot neposlušnost božji zapovedi, temveč kot sprememba človekove hierarhije vrednot iz teocentrizma v antropocentrizem, ki ga poganja predmet njegovega poželenja mimo Boga, v tem primeru drevesa, za katerega se je videlo, da je 'dobro za hrano' in nekaj 'zaželenega' (glej tudi teozo, iskanje zveze z Bogom).
Gospod Bog je Adamu in njegovi ženi naredil kožna oblačila in jih oblekel. In Gospod Bog je rekel: »Človek je zdaj postal takšen kot eden izmed nas, ki pozna dobro in zlo. Ne sme mu dovoliti, da iztegne roko in vzame tudi z drevesa življenja, jesti in živeti večno«. Tako ga je Gospod Bog pregnal iz rajskega vrta, da bi obdeloval zemljo, s katere je bil vzet. Ko je moža pregnal, je postavil na vzhodno stran rajskega vrta kerubine in goreči meč, ki je utripal sem in tja, da je varoval pot do drevesa življenja.

### Podrejenost
Tradicionalno so bile ženske krive za Padec človeka. Podrejena eksegeza je, da je Bog prerokoval naravne posledice greha, ki je vstopil v človeški rod, ko je bil izrečen stavek: mož bo »vladal nad tabo«. Ta razlaga je podkrepljena s komentarji v Prvem pismu Timoteju, kjer avtor daje utemeljitev za usmerjanje ženske
»Ženska naj se da poučiti tiho in z vso vdanostjo. Ne dovolim pa, da bi ženska poučevala, tudi ne, da bi gospodovala nad moškim. Tiho naj bo. Prvi je bil namreč izoblikovan Adam, potem Eva. In Adam ni bil zapeljan, žena pa se je pregrešila, ker se je dala zapeljati« (1 Tim 2,11-14)
Zato so nekatere interpretacije teh odlomkov iz 1. Mojzesove knjige, 3 poglavje in 1. Timoteju 2 poglavje razvile stališče, da se ženske štejejo za nosilke Evine krivde in da je ženskino vedenje pri padcu glavni razlog za njen univerzalni, brezčasni, podrejeni odnos do moškega.
Richard in Catherine Clark Kroeger trdita, da »obstaja resno teološko protislovje, ko ženski povemo, da so ji, ko pride k veri v Kristusa, odpuščeni osebni grehi, vendar mora biti še naprej kaznovana za greh Eve.« Trdita, da so obsojajoči komentarji proti ženskam v zvezi z Evo »nevarna razlaga tako v svetopisemski teologiji kot v pozivu h krščanski zavezanosti«. Razmišljata, da »če bi bilo apostolu Pavlu odpuščeno, kar je nevedno storil v neveri«, vključno s preganjanjem in umorom kristjanov, »in potem dobil mandat, zakaj bi bilo enako odpuščanje in služenje odrečeno ženskam« (za grehe njihove matere)? Kroegerjeva v zvezi s tem sklepata, da se je Pavel skliceval na obljubo iz 1. Mojzesove 3:15, da bo ženski otrok (Jezus) s porazom Satana na križu Jezusa Kristusa zdrobil kačjo glavo, a kača bi bila samo modrica pete njenega otroka.

### Kmetijska revolucija
Simbolični vidiki človekovega padca so običajno povezani z znanjem, pridobljenim z izkušnjami po usodnih odločitvah. Nekatere simbolike pripovedi Geneze 3 so morda povezane z izkušnjami kmetijske revolucije. Kača iz pripovedi Geneze lahko predstavlja sezonske spremembe in prenovo, tako kot simbolika sumerskih, egipčanskih in drugih mitov o stvarstvu. V mezoameriških mitih o ustvarjanju je Quetzalcoatl, pernato kačje kmetijsko božanstvo, povezan z učenjem in obnovo. Vodilno vlogo Eve v pripovedi Geneze lahko pripišemo zanimanju neolitskih žensk, da se odmaknejo od nabiralništva in vzgojijo pridelke. Ženske so morda morale prevzeti tudi vlogo organizatorjev v zgodnjih kmečkih naseljih in tako učinkovito voditi prehod v agrarno družbo. Čeprav so bila ta naselja morda v primerjavi s sodobnejšimi družbami razmeroma enakovredna, lahko pripoved Geneze razlagamo kot žalovanje za življenjem lovcev in nabiralcev kot izgubljeni raj.

## Podobne tradicije
V gnosticizmu se kača zahvali, ker je Adamu in Evi prinesla znanje in ju s tem osvobodila nadzora Demiurga. Demiurg je pregnal Adama in Evo, ker je moški zdaj ogrožal.
V islamu je Shayṭāna zavedel Adama in njegovo ženo, ki ju je skušal z nesmrtnostjo in kraljestvom, ki nikoli ne propade, rekoč: »Vaš Gospod vama je le prepovedal to drevo, da ne bi postala angela ali taka bitja, ki živijo večno.« Adam in Eva sta bila opozorjena pred Shayṭānovim spletkarjenjem proti njima in Bog jima je naročil, naj se izogibata drevesu, o katerem je Shayṭān govoril. Čeprav ju je Bog opozoril, da imata dovolj naročil, da »ne bosta lačna, niti ne bosta gola, niti ne bosta trpela zaradi žeje in ne sončne toplote«, sta na koncu popustila Shayṭanovi skušnjavi in vseeno jedla z drevesa. Po tem grehu se jima je »prikazala nagota: začela sta si šivati, za pokrivalo, listje z vrta«, nato pa so ju iz Raja spustili na zemljo s »sovraštvom med seboj«. Vendar jim je Bog zagotovil tudi, da »ko pridejo od mene do vaju napotki, kdor bo sledil mojim navodilom, ne bo zašel in ne bo žalil.«
Znotraj islama je sekta alavitov verjela, da so bile nekoč svetleče zvezde, ki so častile ʿAlī ibn Abī Ṭāliba v svetu svetlobe, vendar so bile zaradi zagrešenega greha izgnane iz svoje nekdanje države in prisiljene preseliti se v svet snovi.
V klasičnem zoroastrizmu je človeštvo ustvarjeno tako, da z dobrimi mislimi, besedami in dejanji vzdrži sile razpada in uničenja. Če tega ne stori aktivno, privede do bede posameznika in njegove družine. To je tudi morala mnogih zgodb o Šahname, ključnem besedilu perzijske mitologije.